# In Jeopardy
«In Jeopardy» (en español: En peligro) es una canción del músico británico Roger Hodgson. Fue publicada en 1984 como el segundo sencillo de su álbum debut: In the Eye of the Storm.

## Historia
Ken Allardyce realiza el coro y Hodgson, como en la mayoría del álbum; toca el bajo, la guitarra eléctrica y el órgano Hammond.
El destacado ilustrador Syd Brak hizo la portada, el sencillo dura 4:21 min y «I'm Not Afraid» fue el lado B.

### Letra
In jeopardy, in jeopardy - we utter a lonely cry
In jeopardy, in jeopardy - who cares if we live or die?
Who's in your mind, who's in your conscience?
Part of the crime, part of the nonsense
Do what we can, pray for tomorrow
Living our lives, watching, waiting, working, playing, singing, dancing, running as fast as we can!
En peligro, en peligro, un grito solitario.
En peligro, en peligro, ¿A quién le importa si vivimos o morimos?
¿Quién está en tu mente, que está en su conciencia?
Parte de la delincuencia, que forma parte de la farándula.
Hacer lo que podamos, orar por mañana.
Vivir nuestra vida, observando, esperando, trabajando, jugando, cantando, bailando, ¡corriendo tan rápido como nos sea posible!

## Popularidad
AllMusic dice sobre ella: «tiene un sabor chachachá, shuffle y la voz monótona de Hodgson proporciona un efecto ligeramente espeluznante».
La canción recortada a cuatro minutos debutó en la lista de éxitos musicales estadounidense Mainstream Rock Tracks, de la revista Billboard, en enero de 1985 y alcanzó el número 30. Mientras que no logró entrar en el Billboard Hot 100.